# Бриківка (Саратовська область)
Бриківка (рос. Брыковка) — село у Духовницькому районі Саратовської області Російської Федерації.
Населення становить 451 особу. Належить до муніципального утворення Бриковське муніципальне утворення.

## Історія
Населений пункт розташований у межах українського історичного та культурного регіону Жовтий Клин.
Від 23 липня 1928 року в складі Пугачовського округу Нижньо-Волзького краю. Орган місцевого самоврядування від 2004 року — Бриковське муніципальне утворення.

## Населення
| 2010 |
| ---- |
| 451  |